# جبل فطناسة
جبل فَطْنَاسَة جبل يقع بجنوب شرقي الجمهورية التونسية، شمال غربي مدينة قابس وشمال شرقي مدينة الحامة. يبلغ ارتفاعه 275 م.